# Patella depressa
Patella depressa är en snäckart. Patella depressa ingår i släktet Patella och familjen skålsnäckor. Inga underarter finns listade i Catalogue of Life.

## Bildgalleri

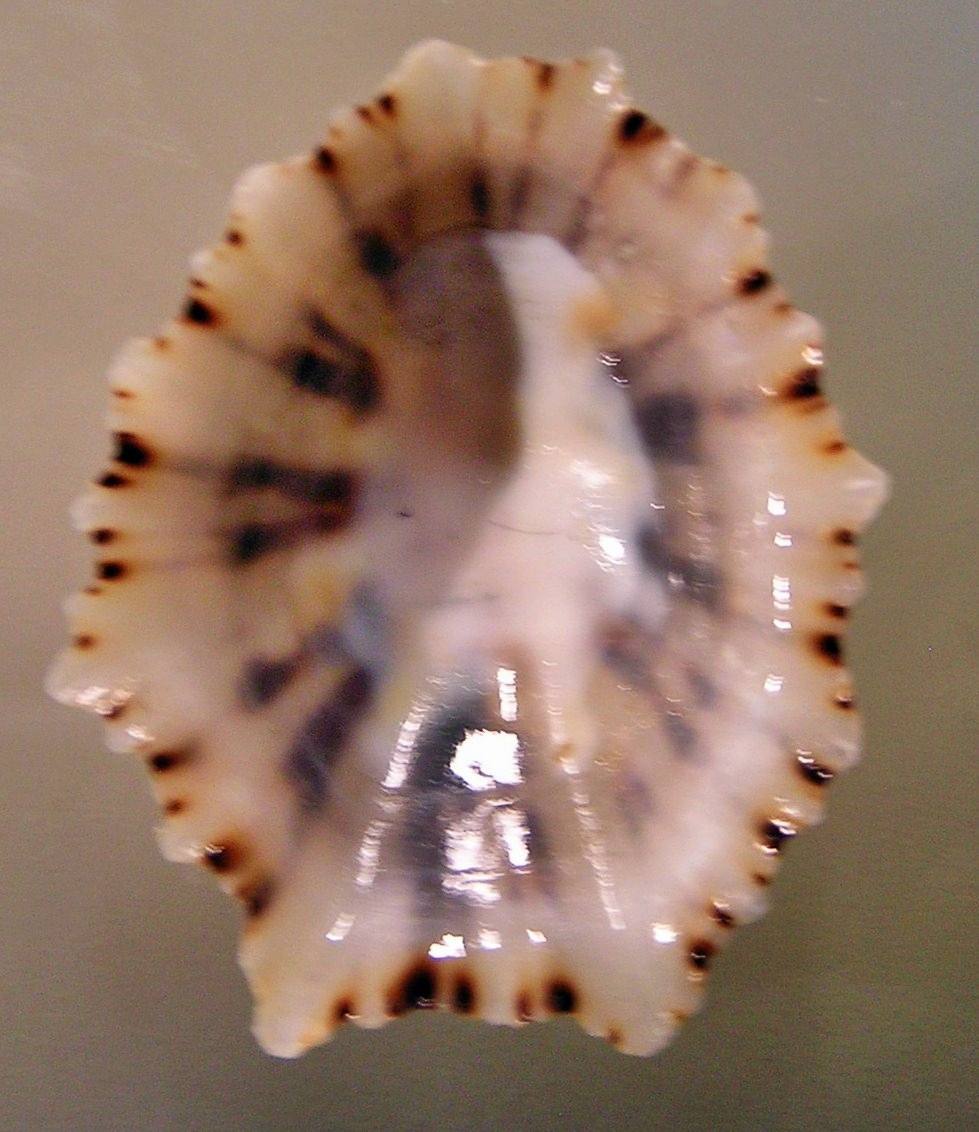
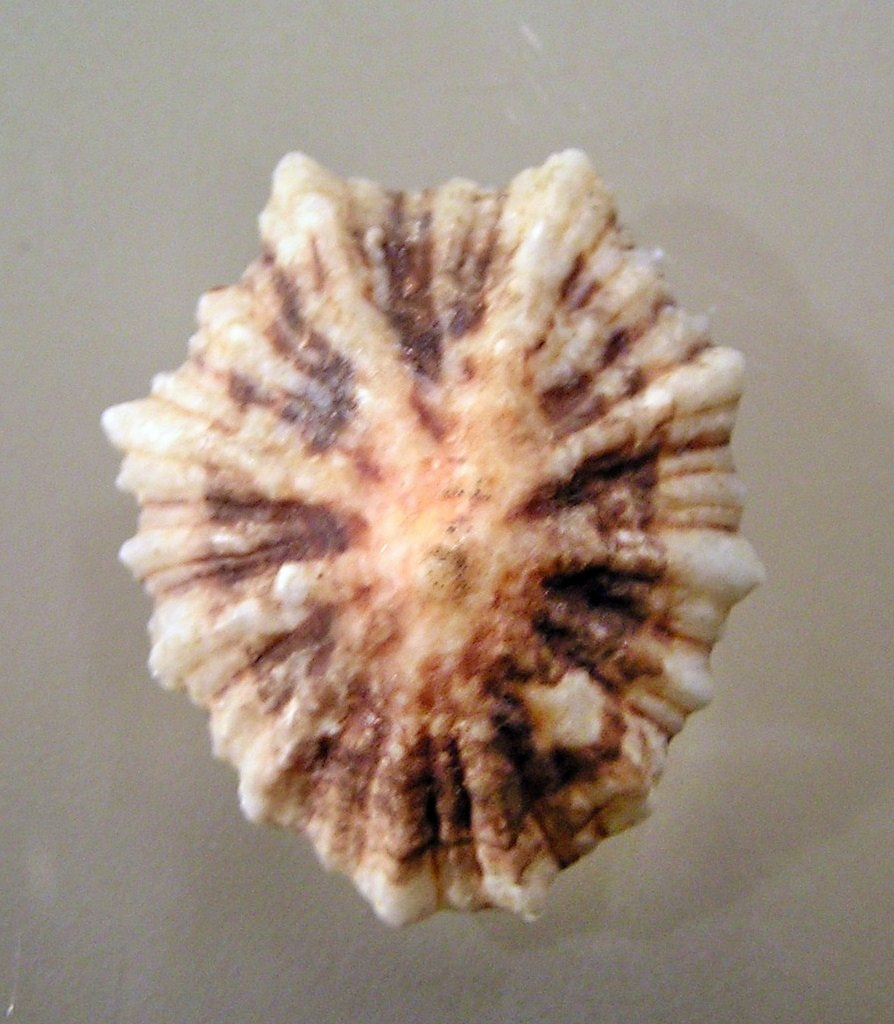